# Harlan Gadelha
Harlan de Albuquerque Gadelha Filho (Goiana, 10 de janeiro de 1953) é um advogado, administrador de empresas e político brasileiro. Foi eleito em Recife pelo Movimento Democrático Brasileiro (MDB) em 1976 e permaneceu no cargo até 1978, quando ganhou as eleições para deputado estadual. Foi reeleito em 1982 e, em 1986, disputou o pleito para a Câmara dos Deputados e exerceu o mandato de deputado federal constituinte em 1988. Tem três filhos do casamento com Katia Marina da Silva Gadelha.

## Vida Política
Filho de Edite de Almeida Gadelha e Harlan de Albuquerque Gadelha, é formado em administração de empresas e direito pela Universidade Católica do Recife (UNICAP). Começou a vida na política em 1976, quando estava no segundo ano da graduação em administração, no Movimento Democrático Brasileiro (MDB), que representava a oposição ao regime militar instituído em 1964.
Em novembro deste ano disputou as eleições e foi eleito vereador de Recife, assumindo o mandato em fevereiro de 1977. Logo ocupou uma posição no Conselho Municipal de Educação e permaneceu no cargo até janeiro de 1979, quando se tornou deputado estadual após concorrer ao pleito em novembro de 1978. Na Assembleia Legislativa de Pernambuco foi presidente das comissões de Administração Pública e Educação e Cultura e também membro efetivo. Ainda em 1979, com o fim do sistema bipartidário no país, entrou para o sucessor do MDB, o Partido do Movimento Democrático Brasileiro (PMDB), sendo vice-líder de 1982 a 1985. Em 1982 foi reeleito deputado estadual e, durante o mandato, foi o titular da Comissão de Constituição e Justiça. Em novembro de 1986, assumiu o cargo de deputado federal constituinte, permanecendo até janeiro do ano seguinte.

## Atuação na Assembleia Nacional Constituinte
Disputou as eleições para deputado federal e foi eleito em novembro de 1986, assumindo o mandato em fevereiro de 1987. Instaurada a Assembleia Nacional Constituinte (ANC), no mesmo dia, ele integrou como suplente na Subcomissão da Política Agrícola e Fundiária e da Reforma Agrária da Comissão da Ordem Econômica, e como titular na Subcomissão do Sistema Financeiro da Comissão do Sistema Tributário, Orçamento e Finanças.
Votou a favor:
- da soberania popular;
- do regime político do presidencialismo;
- do voto facultativo aos 16 anos de idade;
- do mandato de cinco anos para o então presidente José Sarney;
- do rompimento de relações diplomáticas com países que tivessem políticas de discriminação racial;
- da limitação dos encargos da dívida externa;
- da legalização do jogo do bicho;
- da anistia aos micro e pequenos empresários;
- da nacionalização do subsolo;
- da criação de um fundo de apoio à reforma agrária;
- da desapropriação da terra produtiva;
- do aborto;
- da proibição do comércio de sangue;
- da estabilidade no emprego;
- da jornada semanal de 40 horas;
- do turno de seis horas;
- da remuneração 50% superior para o trabalho extra;
- do aviso prévio proporcional; e
- da unicidade sindical.

Votou contra:
- a pena de morte; e
- a pluralidade sindical.

Terminou sem mandato em janeiro de 1991 e não disputou a reeleição. Após encerrar sua passagem pelo Congresso Nacional, foi da equipe da Assessoria Especial do governo de Jarbas Vasconcelos (1999-2006) e vogal da executiva do PMDB pernambucano.